# TvN (kênh truyền hình Hàn Quốc)
tvN (Tiếng Anh: Total Variety Network) là một kênh truyền hình cáp toàn quốc của Hàn Quốc thuộc sở hữu của CJ E&M, bộ phận giải trí của CJ ENM. Thưởng thức, Kênh nội dung K số 1 (No.1 K콘텐츠 채널, 즐거움) được xem như là khẩu hiệu của kênh. Chương trình của tvN bao gồm nhiều nội dung giải trí, tập trung vào các phim truyền hình dài tập và các chương trình tạp kỹ. Nó có sẵn trên cáp, trên vệ tinh thông qua SkyLife và các nền tảng IPTV ở Hàn Quốc. Kể từ năm 2014, kênh truyền hình được điều hành bởi 
Rhee Myung-han. 

## Biểu trưng

2006–2008
2008–2012
2012–2021
2021–nay

## Chương trình

### Thời sự
- tvN e-News 9 (tương đương với chương trình KBS News 9 và JTBC News 9).

### Phim truyền hình
Các bộ phim truyền hình của đài tvN được phát hành ở nhiều quốc gia khác nhau như Châu Á và Châu Mỹ. Các bộ phim có tỷ suất người xem cao nhất của đài tvN lần lượt là Hạ cánh nơi anh , Hồi đáp 1988 và Yêu tinh. Tập cuối của Hạ cánh nơi anh ghi nhận mức tỷ suất người xem đạt 21.683% đưa bộ phim trở thành phim có tỷ suất người xem cao thứ 3 trong lịch sử Đài truyền hình cáp Hàn Quốc và cũng là phim đầu tiên của đài tvN vượt mốc tỷ suất người xem trên 20%, cũng là bộ phim nhận được sự đánh giá cao của giới phê bình về kịch bản, chỉ đạo và diễn xuất. Hồi đáp 1988 đã nhận được sự đoán nhận của giới phê bình và khán giả với tập cuối ghi nhận mức tỷ suất người xem đạt 18,8%, đưa bộ phim trở thành phim có tỷ suất người xem cao thứ 4 trong lịch sử Đài truyền hình cáp Hàn Quốc.
Ngoài ra, Yêu tinh cũng là một bộ phim ăn khách liên tục đứng đầu tỷ suất người xem trong khung giờ phát sóng. Tập cuối bộ phim ghi nhận mức tỷ suất người xem đạt 18,680%, đưa bộ phim trở thành phim có tỷ suất người xem cao thứ 5 trong lịch sử Đài truyền hình cáp Hàn Quốc  . Bộ phim nhận được nhiều đánh giá tích cực của giới phê bình và trở thành một hiện tượng văn hóa ở Hàn Quốc
Hiện tại, tvN hiện đang giữ 34 trên 50 phim truyền hình Hàn Quốc có tỷ suất người xem cao nhất trên truyền hình cáp.
| Phim truyền hình đang phát sóng     | Phim truyền hình đang phát sóng | Phim truyền hình đang phát sóng | Phim truyền hình đang phát sóng |
| Khung giờ phát sóng                 | Chương trình                    | Tiêu đề gốc                     | Ngày khởi chiếu                 |
| ----------------------------------- | ------------------------------- | ------------------------------- | ------------------------------- |
| Thứ hai và Thứ ba lúc 22:30 (KST)   | Thanh xuân nguyệt đàm           | 청춘월담                        | 6 tháng 2 năm 2023              |
| Thứ tư và Thứ năm lúc 22:30 (KST)   | The Heavenly Idol               | 성스러운 아이돌                 | 15 tháng 2 năm 2023             |
| Thứ bảy và Chủ nhật lúc 21:10 (KST) | Crash Course in Romance         | 일타 스캔들                     | 14 tháng 1 năm 2023             |

### Giải trí
| Các chương trình đang phát sóng | Các chương trình đang phát sóng | Các chương trình đang phát sóng | Các chương trình đang phát sóng | Các chương trình đang phát sóng |
| Khung giờ phát sóng             | Chương trình                    | Tiêu đề gốc                     | Ngày khởi chiếu                 | Chú thích                       |
| ------------------------------- | ------------------------------- | ------------------------------- | ------------------------------- | ------------------------------- |
| Thứ tư lúc 20:40 (KST)          | You Quiz on the Block           | 유 퀴즈 온 더 블럭              | 29 tháng 8 năm 2018             |                                 |
| Thứ bảy lúc 19:40 (KST)         | DoReMi Market                   | 도레미 마켓                     | 7 tháng 4, 2018                 |                                 |
| Chủ nhật lúc 19:45 (KST)        | Comedy Big League               | 코미디빅리그                    | 17 tháng 9, 2011                | [ 9 ]                           |

### Thể thao

#### Bóng đá
- AFC (2021-2024)[10]
  - Đội tuyển quốc gia
    - 2022 FIFA World Cup qualification (from third round)[a]
    - 2023 AFC Asian Cup[b]
    - 2022 AFC Women's Asian Cup
    - AFC Junior/Youth Championships
      - Bóng đá nam
        - AFC U-23 Championship
        - AFC U-19 Championship
        - AFC U-16 Championship

      - Bóng đá nữ
        - AFC U-19 Women's Championship
        - AFC U-16 Women's Championship

    - AFC Futsal Championships
      - AFC Men's Futsal Championship
      - AFC U-20 Men's Futsal Championship
      - AFC Women's Futsal Championship

  - Câu lạc bộ
    - AFC Cup
    - AFC Futsal Club Championship
- UEFA Euro 2020[11]
- Germany: Bundesliga, DFB-Pokal, DFL-Supercup (2021-2024)[12]

#### Quần vợt
- French Open (2021)
- Australian Open (2022)

## Xếp hạng tỷ suất người xem
Dưới đây là danh sách 20 bộ phim truyền hình có tỷ suất người xem trung bình cao nhất toàn quốc.
| #  | Loạt phim                  | Tỷ suất người xem theo hộ gia đình trên toàn quốc (Nielsen) | Ngày phát sóng tập cuối | Chú thích     |
| -- | -------------------------- | ----------------------------------------------------------- | ----------------------- | ------------- |
| 1  | Hạ cánh nơi anh            | 21.683%                                                     | 16 tháng 2 năm 2020     | [ 13 ]        |
| 2  | Hồi đáp 1988               | 18.803%                                                     | 16 tháng 1 năm 2016     | [ 14 ] [ 15 ] |
| 3  | Yêu tinh                   | 18.680%                                                     | 21 tháng 1 năm 2017     | [ 16 ]        |
| 4  | Quy ngài Ánh dương         | 18.129%                                                     | 30 tháng 9 năm 2018     | [ 17 ]        |
| 5  | Mr. Queen                  | 17.371%                                                     | 14 tháng 2 năm 2021     | [ 18 ]        |
| 6  | Vincenzo                   | 14.636%                                                     | 2 tháng 5 năm 2021      | [ 19 ]        |
| 7  | Blues nơi đảo xanh         | 14.597%                                                     | 12 tháng 6 năm 2022     | [ 20 ]        |
| 8  | Lang quân 100 ngày         | 14.412%                                                     | 30 tháng 10 năm 2018    | [ 21 ]        |
| 9  | Hospital Playlist          | 14.142%                                                     | 28 tháng 5 năm 2020     | [ 22 ]        |
| 10 | Hospital Playlist 2        | 14.080%                                                     | 16 tháng 9 năm 2021     | [ 23 ]        |
| 11 | Điệu cha-cha-cha làng biển | 12.665%                                                     | 17 tháng 10 năm 2021    | [ 24 ]        |
| 12 | Tín hiệu                   | 12.544%                                                     | 12 tháng 3 năm 2016     | [ 25 ]        |
| 13 | Khách sạn ma quái          | 12.001%                                                     | 1 tháng 9 năm 2019      | [ 26 ]        |
| 14 | Tuổi hai lăm, tuổi hai mốt | 11.513%                                                     | 3 tháng 4 năm 2022      | [ 27 ]        |
| 15 | Hồi đáp 1994               | 11.509%                                                     | 28 tháng 12 năm 2013    | [ 28 ]        |
| 16 | Đời sống ngục tù           | 11.195%                                                     | 18 tháng 1 năm 2018     | [ 29 ]        |
| 17 | Tuổi hai lăm, tuổi hai mốt | 10.900%                                                     | (đang phát sóng)        | [ 30 ]        |
| 18 | The Crowned Clown          | 10.851%                                                     | 4 tháng 3 năm 2019      | [ 31 ]        |
| 19 | Jirisan                    | 10.663%                                                     | 12 tháng 12 năm 2021    | [ 32 ]        |
| 20 | Sở hữu                     | 10.512%                                                     | 27 tháng 6 năm 2021     | [ 33 ]        |

Dưới đây là danh sách 20 bộ phim truyền hình có lượng người xem (tính bằng triệu) cao nhất toàn quốc.
| #  | Loạt phim                  | Số lượng người xem trên toàn quốc tính bằng triệu (Nielsen) | Ngày phát sóng tập cuối | Chú thích |
| -- | -------------------------- | ----------------------------------------------------------- | ----------------------- | --------- |
| 1  | Hạ cánh nơi anh            | 6.337                                                       | 16 tháng 2 năm 2020     | [ 34 ]    |
| 2  | Mr. Queen                  | 4.749                                                       | 14 tháng 2 năm 2021     | [ 35 ]    |
| 3  | Quy ngài Ánh dương         | 4.631                                                       | 30 tháng 9 năm 2018     | [ 36 ]    |
| 4  | Hospital Playlist 2        | 3.853                                                       | 16 tháng 9 năm 2021     | [ 37 ]    |
| 5  | Vincenzo                   | 3.841                                                       | 2 tháng 5 năm 2021      | [ 38 ]    |
| 6  | Khách sạn ma quái          | 3.674                                                       | 1 September 2019        | [ 39 ]    |
| 7  | Hospital Playlist          | 3.579                                                       | 28 tháng 5 năm 2020     | [ 40 ]    |
| 8  | Blues nơi đảo xanh         | 3.419                                                       | 12 tháng 6 năm 2022     | [ 41 ]    |
| 9  | Lang quân 100 ngày         | 3.264                                                       | 30 tháng 10 năm 2018    | [ 42 ]    |
| 10 | Điệu cha-cha-cha làng biển | 3.237                                                       | 17 tháng 10 năm 2021    | [ 43 ]    |
| 11 | Đời sống ngục tù           | 3.063                                                       | 18 tháng 1 năm 2018     | [ 44 ]    |
| 12 | Tuổi hai lăm, tuổi hai mốt | 3.047                                                       | 3 tháng 4 năm 2022      | [ 45 ]    |
| 13 | Ký ức Alhambra             | 2.853                                                       | 20 tháng 1 năm 2019     | [ 46 ]    |
| 14 | Ba chị em                  | 2.618                                                       | 9 tháng 10 năm 2022     | [ 47 ]    |
| 15 | Jirisan                    | 2.586                                                       | 12 tháng 12 năm 2021    | [ 48 ]    |
| 16 | Gặp gỡ                     | 2.473                                                       | 24 tháng 1 năm 2019     | [ 49 ]    |
| 17 | The Crowned Clown          | 2.447                                                       | 4 tháng 3 năm 2019      | [ 50 ]    |
| 18 | Mine                       | 2.429                                                       | 27 tháng 6 năm 2021     | [ 51 ]    |
| 19 | Hoàn hồn                   | 2.410                                                       | 28 tháng 8 năm 2022     | [ 52 ]    |
| 20 | Thư ký Kim sao thế?        | 2.383                                                       | 26 tháng 7 năm 2018     | [ 53 ]    |

## Đối tác
| Cộng sự | Quốc gia/ Lục địa |
| ------- | --- |
| Canal+  | Pháp Ai Cập |
| Canal+  | Tây Ban Nha |
| DStv    | Châu Phi |
| Sky 1   | Vương quốc Anh (dừng phát sóng vào tháng 9, 2021) |
| Varies  | - Hong Kong - Ma Cao - Thailand - Taiwan - Singapore - Indonesia - Malaysia - Vietnam (dừng phát sóng) - Philippines (dừng phát sóng trên nguồn cấp dữ liệu của Sky Cable) - Đông Timor - Myanmar - Sri Lanka - MENA - Russia - Mongolia - Egypt - Turkey - Cambodia |